# 鄭杠
鄭杠（越南语：／，1711年10月14日—1761年12月30日），一作「鄭橿」，是越南後黎朝的重要政治人物，也是鄭氏政權的第八代領袖（1729年－1740年），封號威南王（越南语：／）。歷史上對鄭杠的評價很差，稱他是荒淫奢侈、殘暴無能的君主。

## 生平
鄭杠是鄭棡的長子，永盛七年九月初三日（1711年10月14日）出生。永盛十六年（1720年）五月，鄭杠被冊立為世子。保泰八年（1727年）十月，晉封為欽差節制各處水步諸營兼攬政機太尉盛國公，開奠國府。永慶元年（1729年），鄭棡去世，鄭杠嗣位。次年（1730年），鄭杠晉封為元帥總國政威南王。
永慶四年（1732年）八月，鄭杠廢黜皇帝黎維祊為昏德公並將其囚禁，改立黎純宗，改元龍德。三年後將昏德公殺死。黎純宗晉封鄭杠為大元帥總國政上師威王。
龍德三年（1734年），鄭杠晉封為大元帥總國政尙師太父聰德英毅聖功威王。
永佑五年（1739年），鄭杠晉封為大元帥總國政尙師太父聰德英毅聖功博達懋和綏猷裕義貞王，貞王後又改為全王。鄭杠同時指使阮卓倫、陳文煥等人，假冒清朝欽使，加封他為安南國上王。
在鄭杠統治期間，越南北方失去土地的農民越來越多，然而鄭杠卻不思整治，繼續過著鋪張浪費的生活，這使農民與統治者的矛盾更加加劇。與此同時，一系列自然災害襲擊了越南北方。洪水毀壞了許多村莊，農民損失慘重，但鄭杠拒絕賑災。永佑三年（1737年），鄭氏政權陷入極為困窘的境地，不得不通過賣官鬻爵來維持財政。為緩解這一狀況，鄭杠將政權交給寵倖的宦官管理。
永佑六年（1740年）正月，在太妃武氏的支持下，鄭杠被免職，傳位弟弟鄭楹，自己則為太上王。
景興二十二年十二月初五日（1761年12月30日），鄭杠去世，壽五十一歲。諡號頤穆，廟號裕祖（越南语：／），尊封為順王（越南语：／）。歷代累加美字為恭讓寬惠純粹輝嘉廣淵博厚履道謙光宣慈愷悌厚德遠謀順王。

## 家族
- 父：僖祖仁王鄭棡
- 母：慈德太妃武氏玉源

- 同母弟：鄭楹

- 妃：
  - 莊淑太妃黎氏玉清[3]
- 子：
  - 桐郡公鄭桐[3]
  - 晏都王鄭槰
  - 程郡公鄭桐[3]
  - 棋郡公鄭梧[3]
- 女：
  - 郡主鄭氏玉梃（早卒）[3]
  - 郡主鄭氏玉旃（嫁潤澤侯裴時潤）[3]

## 腳註
1. ↑  〈鄭氏世家〉原文作「簡宗辛卯龍德七年九月初三誕生。」，惟後黎朝並無簡宗，純宗簡皇帝的年號龍德也無七年。後段句有「顯宗景興辛巳二十二年十二月初五日薨，壽五十一。」，以逝世年推算出生年該為黎裕宗辛卯永盛七年。